# 삼부작
삼부작(三部作, trilogy)은 세 갈래로 각각 나뉘어 있으면서 같은 주제를 가진 작품이다. 삼부작은 고대 그리스 연극에서부터 존재하고 있었으며, 비극 삼부작 + 사티로스 극의 형식을 취했다. 현재는 영화, 만화, 애니메이션 등 많은 분야에서 사용되고 있다.

## 같이 보기
- 숫자 접두사
- 삼신론